# Ilan Averbuch

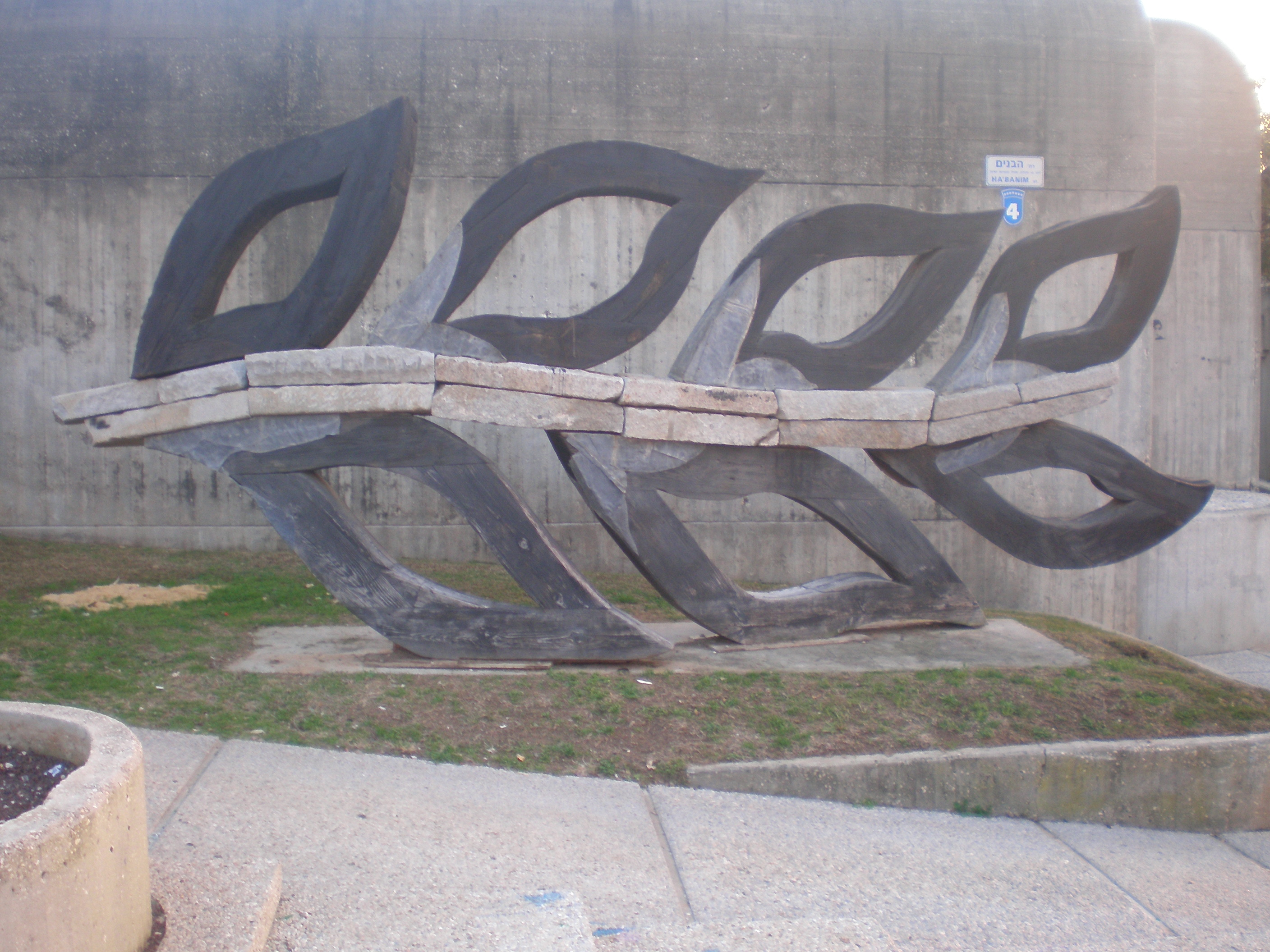
Doubts (1994/1995)

Ilan Averbuch (* 1953 in Tel Aviv, Israel) ist ein israelischer Bildhauer.

## Leben und Werk
Averbuch studierte Bildhauerei in Großbritannien und in den USA. Von 1977 bis 1978 war er an der Wimbledon School of Art in London und von 1979 bis 1981 an der School of Visual Arts in New York. 1982 erhielt er den Rhodes Family Award. Seine Kunstausbildung schloss er von 1983 bis 1985 am Hunter College in New York ab. Von 1985 bis 1986 arbeitete er in Berlin.
Viele seiner Arbeiten zählen zur Land Art. Seine verwendeten Materialien waren in Kombination mit Naturstein, Holz, Kupfer, Blei, Glas und Aluminium. Averbuchs Arbeiten befinden sich im Öffentlichen Raum in Sammlungen in den USA, Kanada, Israel, Indien und Europa.
Averbuch wohnt und arbeitet in einem früheren Fabrikgebäude in Long Island City (Queens) im Staat New York. Seit 1980 ist er Dozent an State University of New York at Stony Brook.

## Werke (Auswahl)
- She Wolf (1990), Brock University in St. Catharines (Kanada)
- Deus ex Machina (1991), Tefen-Skulpturengarten (Israel)
- The Last Guard (1992), Teutloff Sammlung in Bielefeld
- Silent Seas (1992), Sculpture at Schoenthal in Schönthal bei Langenbruck (Schweiz)
- Whispers (1993), Sculpture at Schönthal
- Doubts (1994/95), Herzliya Museum in Herzlia (Israel)
- Terra Incognita (1995), City of Portland (Oregon) (V.S.)
- Divided World (2000), Lavon (Israel)
- Bridges and Reflections (2000), Illinois Central College in Peoria (Illinois) (V.S.)
- The Wing and the Ring (2003), Naharia Meidatech Corporation (Israel)
- The Game (2003), Bar-Ilan-Universität in Ramat Gan (Israel)
- The Dove Tower and Steps to the Bottom of a Pyramid (2004), University of Connecticut in Mansfield (Connecticut) (V.S.)
- The Dress, the Voice and the Batchelor's Coat (2005), Oregon State Data Center (V.S.)
- Tree in Yehud (2007), HP Corporation Yehud (Israël)
- The Book (2009), Oregon State Data Center (V.S.)

## Fotogalerie

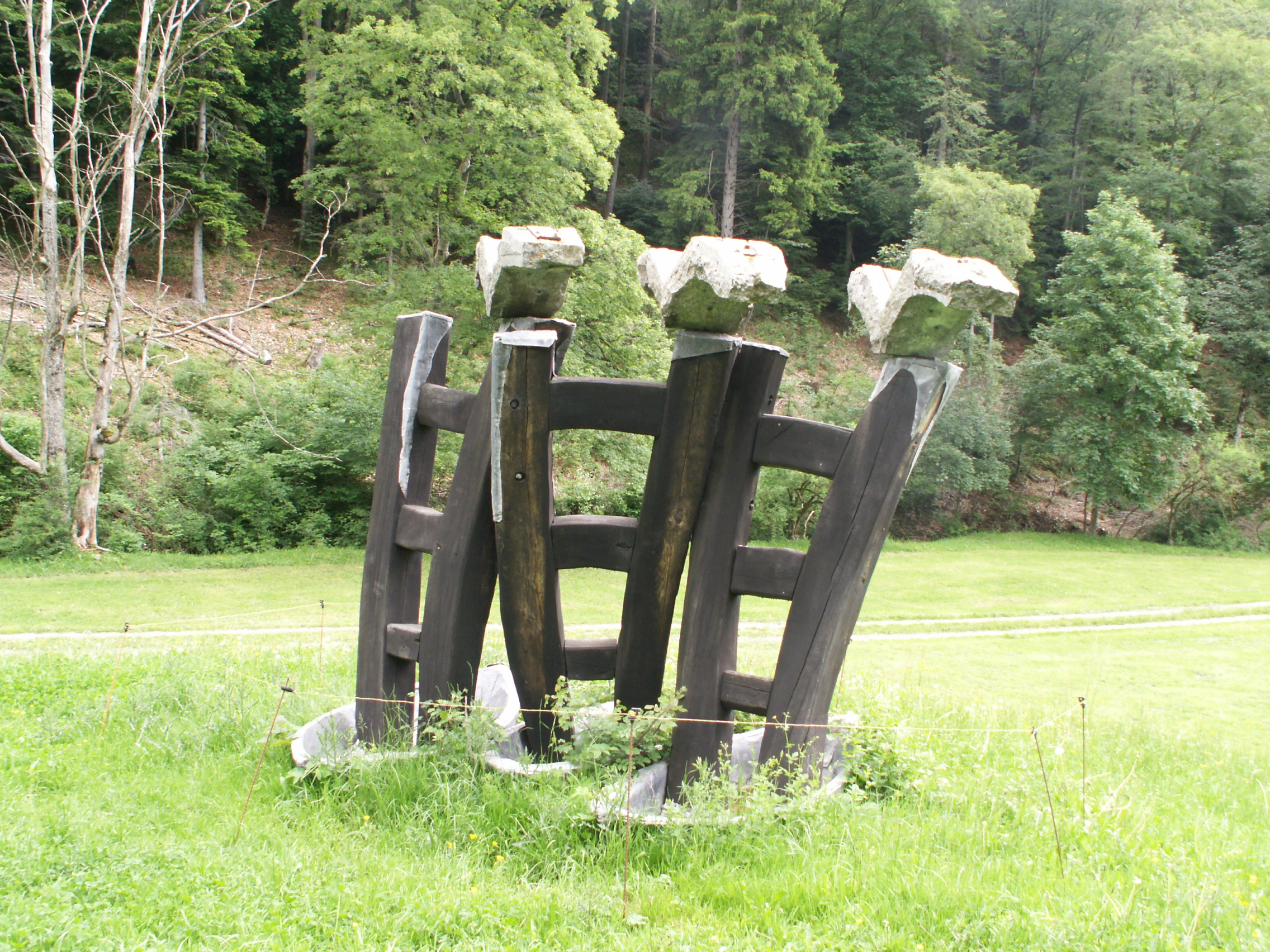
Silent Seas (1992)
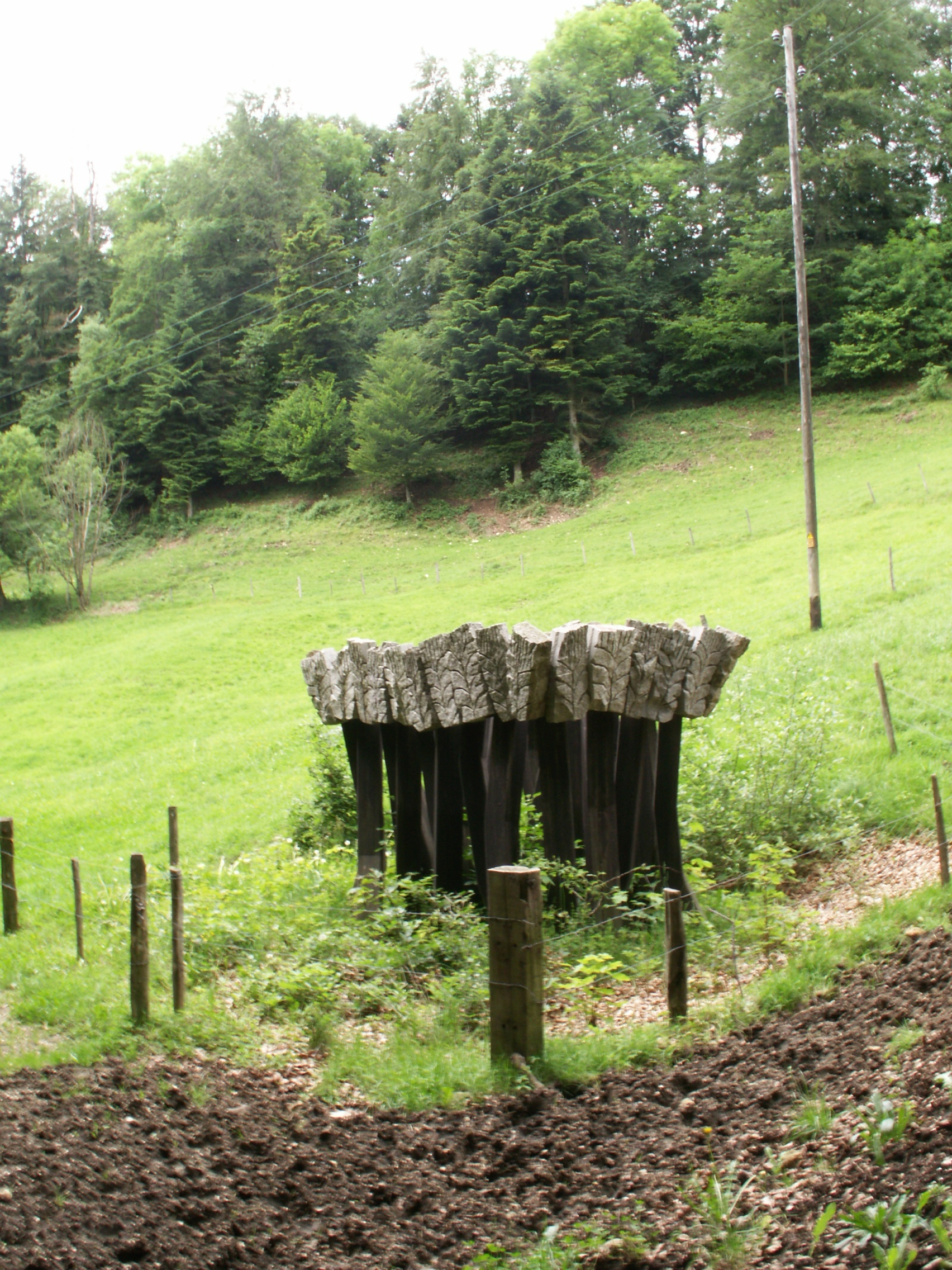
Whispers (1993)
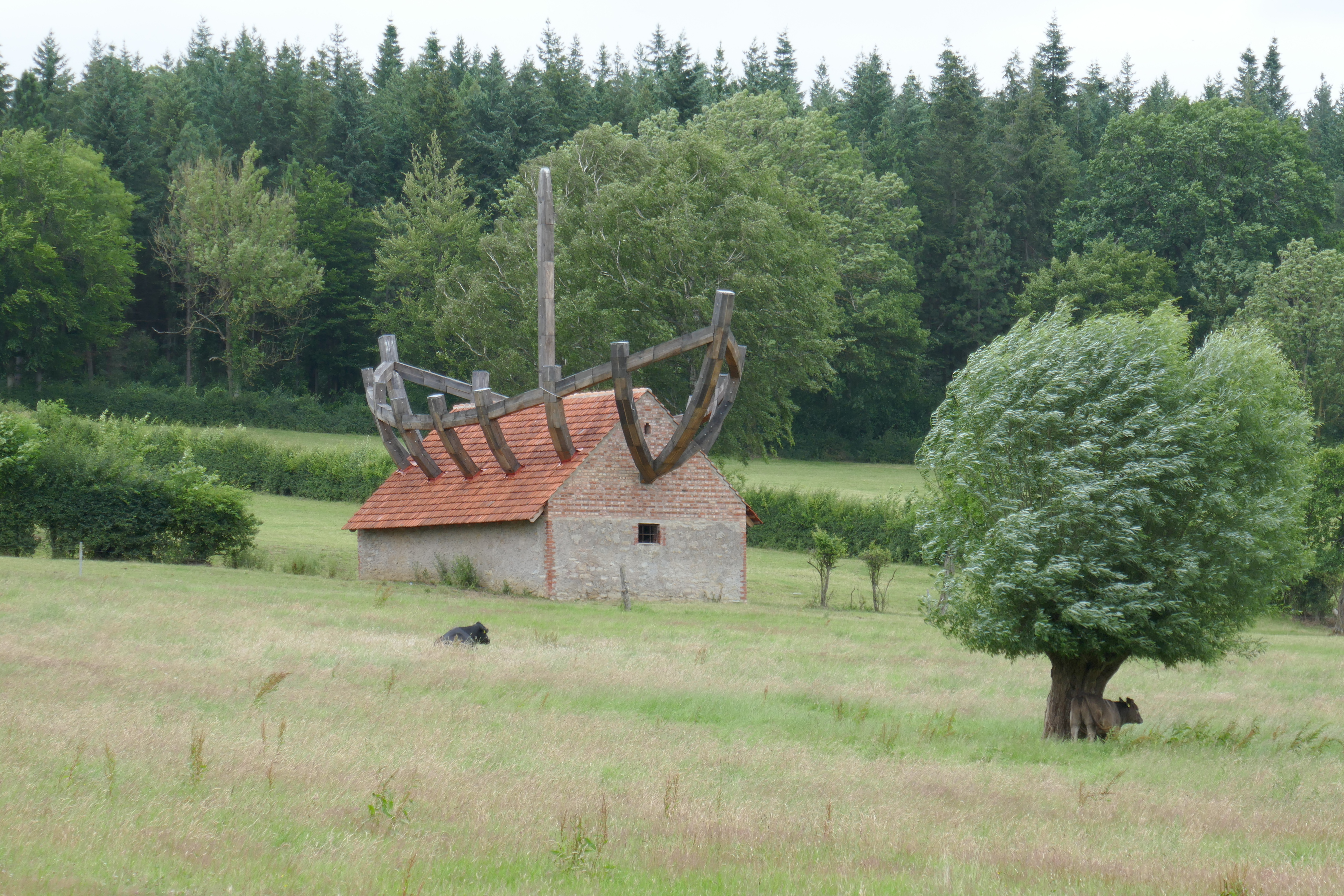
the House in the Boat the Boat in the House